# Denominación de origen (película)
Denominación de origen es una película de comedia hibrida, que mezcla la ficción y el documental, chilena de 2024 escrita, y dirigida por Tomás Alzamora. La película sigue a un movimiento social en San Carlos para conseguir la denominación de origen para la mejor longaniza de Chile.

## Sinopsis
Tras perder injustamente el título de la mejor longaniza de Chile, en la pequeña localidad de San Carlos surgió un movimiento social que busca obtener la “denominación de origen” y devolverle la dignidad a toda una comunidad.

## Reparto
- Luisa Marabolí como Luisa Barrientos
- Roberto Betancourt como DJ Fuego
- Exequias Inostroza como Tío Lelo
- Alexis Marín como Abogado Peñailillo

## Producción
La fotografía principal comenzó a principios de noviembre de 2022 en San Carlos y Ñuble.

## Lanzamiento
Denominación de origen tuvo su estreno mundial el 17 de octubre de 2024, en la 31.ª edición del Festival Internacional de Cine de Valdivia, luego se proyectó el 2 de diciembre de 2024, en la 15.ª edición del Festival Internacional de Cine de Iquique, el 9 de enero de 2025, en la 6.ª edición del Festival de Cine Nacional de Ñuble, a fines de enero de 2025 en la 17.ª edición del Festival de Cine de Chile, el 22 de marzo de 2025, en la 32.ª edición del Festival de Cine Latino de San Diego, y el 3 de abril de 2025, en la 26.ª edición del Festival Internacional de Cine Independiente de Buenos Aires.
Se estrenó comercialmente el 24 de abril de 2025 en cines chilenos. A partir del 24 de Julio la película llega al streaming a través de su página web, donde se puede arrendar por 5.000 pesos chilenos, desde cualquier parte el mundo y por un período de 4 horas. Sin embargo, estará disponible en este formato por tan sólo 30 días.

## Premios y nominaciones
| Año  | Premio / Festival                                                             | Categoría                                  | Nominado               | Resultado | Ref.          |
| ---- | ----------------------------------------------------------------------------- | ------------------------------------------ | ---------------------- | --------- | ------------- |
| 2024 | 31.ª edición del Festival Internacional de Cine de Valdivia                   | Mejor Película                             | Denominación de origen | Nominada  | [ 15 ] [ 16 ] |
| 2024 | 31.ª edición del Festival Internacional de Cine de Valdivia                   | Premio Especial del Jurado                 | Denominación de origen | Ganadora  | [ 15 ] [ 16 ] |
| 2024 | 31.ª edición del Festival Internacional de Cine de Valdivia                   | Premio del Público                         | Denominación de origen | Ganadora  | [ 15 ] [ 16 ] |
| 2025 | 17.ª edición del Festival de Cine de Chile                                    | Mejor Largometraje                         | Denominación de origen | Ganadora  | [ 17 ]        |
| 2025 | 17.ª edición del Festival de Cine de Chile                                    | Mejor Actuación                            | Luisa Barrientos       | Ganadora  | [ 17 ]        |
| 2025 | 26.ª edición del Festival Internacional de Cine Independiente de Buenos Aires | Competencia Internacional - Mejor Película | Denominación de origen | Nominada  | [ 18 ]        |
| 2025 | 26.ª edición del Festival Internacional de Cine Independiente de Buenos Aires | Mejor Dirección                            | Tomás Alzamora         | Ganador   | [ 19 ]        |